# Lekkoatletyka na Letnich Igrzyskach Paraolimpijskich 2008 – maraton mężczyzn kl. T12
Maraton mężczyzn kl.T12 podczas Letnich Igrzysk Paraolimpijskich 2008 rozegrano w dniach 17 września o godzinie 7:30. W rozgrywkach wzięło udział 26 sportowców z 19 krajów.

## Wyniki
| Poz. | Zawodnik           | Narodowość | Rezultat | Uwagi |
| ---- | ------------------ | ---------- | -------- | ----- |
| 1    | Qi Shun            | Chiny      | 2:30.32  | WR    |
| 2    | Elkin Serna        | Kolumbia   | 2:31.16  |       |
| 3    | Ildar Pomykałow    | Rosja      | 2:33.27  |       |
| 4    | Abderrahim Zhiou   | Tunezja    | 2:35.26  |       |
| 5    | Fabrizio Cocchi    | Włochy     | 2:35.27  |       |
| 6    | Manuel Garnica     | Hiszpania  | 2:36.02  |       |
| 7    | Andrea Cionna      | Włochy     | 2:36.43  |       |
| 8    | Moises Boristain   | Meksyk     | 2:38.17  |       |
| 9    | Luis Herrera       | Meksyk     | 2:38.50  |       |
| 10   | Tomasz Chmurzyński | Polska     | 2:39.41  |       |
| 11   | Diosmany Gonzalez  | Kuba       | 2:39.55  |       |
| 12   | Linas Balsys       | Litwa      | 2:40.12  |       |
| 13   | Roy Daniell        | Australia  | 2:40.47  |       |
| 14   | Gabriel Macchi     | Portugalia | 2:42.06  |       |
| 15   | Ihar Borysionak    | Białoruś   | 2:42.33  |       |
| 16   | Yūichi Takahashi   | Japonia    | 2:43.38  |       |
| 17   | Alex Mendonca      | Brazylia   | 2:44.50  |       |
| 18   | Jorge Pina         | Portugalia | 2:48.03  |       |
| 19   | Masahito Niino     | Japonia    | 2:51.14  |       |
| 20   | Carlos Ferreira    | Portugalia | 2:54.40  |       |
| 21   | Hiroaki Kajisa     | Japonia    | 2:56.31  |       |
| 22   | Henrik Ruffel      | Szwecja    | 2:57.50  |       |
| 23   | Beza Nebeva-Simeni | Izrael     | 3:21.07  |       |
| 24   | Alvaro Perez       | Urugwaj    | 3:29.59  |       |
|      | Aurelio Santos     | Brazylia   | DNF      |       |
|      | Henry Wanyoike     | Kenia      | DNF      |       |